# كوجي هاشيموتو (مخرج)
كوجي هاشيموتو (باليابانية: 橋本幸治؛ بالكانا: はしもと こうじ) هو منتج أفلام ومخرج ياباني، ولد في 21 يناير 1936 في أشيكاغا في اليابان، وتوفي في 9 يناير 2005.

## وصلات خارجية
- كوجي هاشيموتو على موقع IMDb (الإنجليزية)
- كوجي هاشيموتو على موقع أول موفي (الإنجليزية)
- كوجي هاشيموتو على موقع قاعدة بيانات الأفلام السويدية (السويدية)
- كوجي هاشيموتو على موقع قاعدة بيانات الفيلم (الإنجليزية)
- كوجي هاشيموتو على موقع كينوبويسك (الروسية)